# Showbiz
《Showbiz》(쇼비즈)는 영국의 얼터너티브 록 밴드 뮤즈가 발매한 데뷔 음반이다. 1999년 10월 4일 영국에 발매했으며, 4월과 5월 사이에 런던의 RAK스튜디오와 콘월주의 쏘밀즈 스튜디오에서 녹음했고, 존 레키와 폴 리브가 밴드와 함께 제작을 맡았다. 쇼비즈는 영국 음반 차트에서 29위를 기록해 작은 성공을 거뒀다.

## 곡 목록
1. Sunburn (03:54)
2. Muscle Museum (04:23)
3. Fillip (04:01)
4. Falling Down (04:34)
5. Cave (04:46)
6. Showbiz (05:16)
7. Unintended (03:57)
8. Uno (03:38)
9. Sober (04:04)
10. Escape (03:31)
11. Overdue (02:26)
12. Hate This & I'll Love You (05:09)